# Castell de Bärenstein
El castell de Bärenstein (en alemany Burg Bärenstein), també conegut com a Bernstein, és un castell situat al capdamunt del turó Bärenstein ("Roca de l'ós") prop del poble d'Obertal, localitat del municipi de Bühlertal, al districte (Landkreis) de Rastatt (Baden-Württemberg). El castell era un dels castells més alts del nord de la Selva Negra.

## Història
El castell va ser construït probablement al segle XIII i va ser destruït l'any 1598. Els marcgravis de Baden són nomenats com els propietaris del castell.

## Descripció
El complex del castell estava situat, a 771 metres per sobre del nivell del mar, sobre una de les formacions rocoses del Bärenstein, que avui serveix de mirador. Avui en dia encara s'hi troben les restes de la torre de guaita i dels edificis residencials, situats al nord i a l'oest de la torre. Tot el conjunt era accessible des del sud.
A l'indret del castell s'hi han trobat carreus de pedra sorrenca, que avui serveixen de graó a la torre de guaita. A més, durant les excavacions s'hi van trobar rajoles d'estufa i ceràmica dels segles XIV i XV.